# Quantities, Units and Symbols in Physical Chemistry
Quantities, Units and Symbols in Physical Chemistry, comunemente chiamato Green Book, è un libro pubblicato dalla IUPAC, che detta lo standard della nomenclatura in chimica.

## Storia
Esso è il diretto successore del Manual of Symbols and Terminology for Physicochemical Quantities and Unit preparato per la pubblicazione per la Physical Chemistry Division of IUPAC da M. L. McGlashen nel 1969. Seconda e terza edizione sono disponibili online.
L'ultima versione completa è stata pubblicata nell'agosto del 2007. Le informazioni del Green Book sono state sintetizzate dalle raccomandazioni IUPAC, IUPAP e ISO (ISO 31 standard).